# Phylica laevigata
Phylica laevigata är en brakvedsväxtart som beskrevs av Neville Stuart Pillans. Phylica laevigata ingår i släktet Phylica och familjen brakvedsväxter. Inga underarter finns listade i Catalogue of Life.